# بنجامین لروی
بنجامین لروی (انگلیسی: Benjamin Leroy؛ زادهٔ ۷ آوریل ۱۹۸۹) بازیکن فوتبال اهل فرانسه است.